# Volksvergaderingen (Rome)

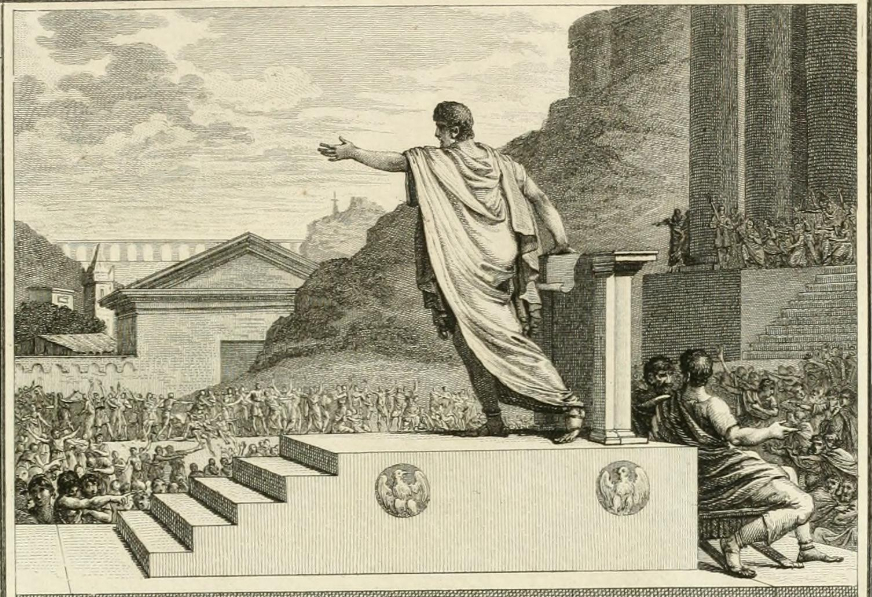
Volkstribuun Gaius Gracchus spreekt het volk toe.

De Romeinse Vergaderingen waren instellingen in het oude Rome. Zij fungeerden als de machinerie van de Romeinse wetgevende macht, en keurden dus (theoretisch althans) alle wetgeving goed. Aangezien de vergaderingen werkten op basis van een directe democratie, brachten gewone burgers, en geen gekozen vertegenwoordigers, alle stemmingen uit. De volksvertegenwoordigingen werden sterk gecontroleerd door de uitvoerende macht en door de Romeinse Senaat. Wetten werden aangenomen (en magistraten gekozen) door Curia (in de Curiate Assembly), Stammen (in de Tribal Assembly), en eeuw (in de Centuriate Assembly).
Toen de stad Rome werd gesticht (traditioneel gedateerd op 753 v. Chr.), werden zowel een senaat als een vergadering, de Curiate Assembly, in het leven geroepen. De Curievergadering was de belangrijkste wetgevende vergadering in het tijdperk van het Romeinse Koninkrijk. Hoewel haar voornaamste doel het kiezen van nieuwe koningen was, bezat zij ook rudimentaire wetgevende bevoegdheden. Kort na de stichting van de Romeinse Republiek (traditioneel gedateerd op 509 v. Chr.) verschoof de belangrijkste wetgevende bevoegdheid naar twee nieuwe vergaderingen, de Stamvergadering ("Citizen's Assembly") en de Centuriate Assembly.
Onder het keizerrijk werden de bevoegdheden die de volksvertegenwoordigingen hadden, overgedragen aan de senaat. Hoewel de vergaderingen uiteindelijk hun laatste schijn van politieke macht verloren, bleven de burgers er bijeenkomen voor organisatorische doeleinden. Uiteindelijk werden de vergaderingen echter verlaten.

## Legislatieve Vergaderingen van het Romeinse Koninkrijk
De Wetgevende Vergaderingen van het Romeinse Koninkrijk waren politieke instellingen in het oude Romeinse Koninkrijk. Terwijl één vergadering, de Curiate Assembly, enige wetgevende bevoegdheden had, betroffen deze bevoegdheden niet meer dan het recht om symbolisch decreten te bekrachtigen die door de Romeinse koning waren uitgevaardigd. De functies van de andere vergadering, de Calate Assembly, waren zuiver religious.
De koning zat de vergadering voor, en legde haar decreten ter bekrachtiging voor. Na de dood van een koning koos de Interrex een kandidaat om de koning te vervangen. Nadat de kandidaat de goedkeuring van de Romeinse Senaat had gekregen, hield de Interrex de formele verkiezing voor de Curiate Assembly (Curievergadering). Nadat de Curiate Assembly de nieuwe koning had gekozen, en de senaat die verkiezing had bekrachtigd, zat de Interrex de vergadering voor bij de stemming over de wet die de koning zijn wettelijke bevoegdheden verleende (de lex curiata de imperio']). Op de calends (de eerste dag van de maand), en de nones (rond de vijfde dag van de maand) kwam deze vergadering bijeen om mededelingen te horen. De beroepen die door deze vergadering werden gehoord, hadden vaak betrekking op kwesties betreffende het Romeinse familierecht. Tijdens twee vaste dagen in het voorjaar moest de vergadering altijd bijeenkomen om testamenten en adopties te aanschouwen.  De vergadering had ook jurisdictie over de toelating van nieuwe families tot een curia, de overdracht van families tussen twee curiae, en de overdracht van individuen van plebeian (burger) naar patriciër (aristocratische) status (of vice versa).

## Legislatieve vergaderingen van de Romeinse Republiek
De wetgevende vergaderingen van de Romeinse Republiek waren politieke instellingen in de oude Romeinse Republiek. Er waren twee soorten Romeinse vergaderingen. De eerste was de comitia, dat was een vergadering van Romeinse burgers. Hier kwamen Romeinse burgers bijeen om wetten uit te vaardigen, magistraten te kiezen, en rechtszaken te berechten. Het tweede type vergadering was de raad (concilium), die een vergadering was van een specifieke groep burgers. Bijvoorbeeld, de "Plebejische Raad" was een vergadering waar Plebejers bijeenkwamen om Plebejische magistraten te kiezen, wetten aan te nemen die alleen op Plebejers van toepassing waren, en rechtszaken te voeren die Plebejers betroffen. Een conventie (conventio) daarentegen was een onofficieel forum voor communicatie, waar burgers bijeenkwamen om te debatteren over wetsvoorstellen, campagne te voeren voor een ambt, en te beslissen over rechtszaken. De kiezers verzamelden zich eerst in conventies om te beraadslagen, en daarna in commissies of raden om daadwerkelijk te stemmen. Naast de curiae (familiale groeperingen), waren de Romeinse burgers ook georganiseerd in eeuwen (voor militaire doeleinden) en stammen (voor civiele doeleinden). Elk van hen kwam bijeen in een vergadering voor wetgevende, electorale en gerechtelijke doeleinden. De Centurie-vergadering was de vergadering van de Centuriën, terwijl de Stammenvergadering de vergadering van de Stammen was. Alleen een blok kiezers (Centurie, Stam of Curia), en niet de individuele kiezers, brachten de formele stem uit (één stem per blok) voor de vergadering. De meerderheid van stemmen in een Centurie, Stam of Curia besliste hoe die Centurie, Stam of Curia stemde.
De Vergadering van Centuriën was verdeeld in 193 (later 373) Centuriën, waarbij elke Centurie behoorde tot een van de drie klassen: de officiersklasse, de infanterie en de ongewapende adjuncten. Tijdens een stemming stemden de Centuriën, één voor één, in volgorde van anciënniteit. De voorzitter van de Centurievergadering was gewoonlijk een Romeinse Consul (de belangrijkste magistraat van de republiek). Alleen de Centuriatische Vergadering kon Consuls, Praetors en Censors kiezen, oorlog verklaren, en de resultaten van een volkstelling bekrachtigen. Hoewel het de bevoegdheid had om gewone wetten (leges) aan te nemen, deed het dit zelden.
De organisatie van de Stammenvergadering was daarentegen veel eenvoudiger dan die van de Centuriatische Vergadering, omdat deze slechts op vijfendertig stammen was gebaseerd. De Stammen waren geen etnische of verwantschapsgroepen, maar eerder geografische divisies (vergelijkbaar met moderne U.S. Congressionale districten of Commonwealth Parlementaire kiesdistricten). De voorzitter van de Stammenvergadering was gewoonlijk een Consul, en onder zijn voorzitterschap verkoos de vergadering Quaestors, Curule Aediles, en Militaire Tribunes. Hoewel zij de bevoegdheid had om gewone wetten (leges) aan te nemen, deed zij dit zelden. De vergadering die bekend staat als de Plebejische Raad was identiek aan de Stammenvergadering met één belangrijke uitzondering: alleen plebejers (de gewone burgers) hadden het recht om voor deze vergadering te stemmen. Leden van de aristocratische patricische klasse waren uitgesloten van deze vergadering. Daarentegen hadden beide klassen stemrecht in de Stammenvergadering. Onder het voorzitterschap van een Plebejische Tribuun (de belangrijkste vertegenwoordiger van het volk), verkoos de Plebejische Raad Plebejische Tribunen en Plebejische Aediles (de assistent van de Plebejische Tribuun), vaardigde wetten uit die plebiscieten werden genoemd, en zat rechtszaken voor waarbij Plebejers betrokken waren. Oorspronkelijk waren de wetten van de Plebejische Raad alleen van toepassing op Plebejers. In 287 v. Chr. hadden de wetten van de Plebejische Raad echter de volledige kracht van wet gekregen, en vanaf dat moment kwam de meeste wetgeving van de raad.

## Legislatieve vergaderingen van het Romeinse Rijk
De wetgevende vergaderingen van het Romeinse Rijk waren politieke instellingen in het oude Romeinse Rijk. Tijdens het bewind van de tweede Romeinse keizer, Tiberius, werden de bevoegdheden die de Romeinse vergaderingen hadden, overgedragen aan de senaat. Na de stichting van het Romeinse Rijk bleef het Volk van Rome zich organiseren per Centurie en per Stam, maar tegen die tijd hadden deze indelingen het grootste deel van hun relevantie verloren.
Terwijl de machinerie van de Centuriate Assembly bleef bestaan tot ver in het leven van het keizerrijk, verloor de vergadering al haar praktische relevantie. Onder het keizerrijk, waren alle vergaderingen van de Centuriate Vergadering in de vorm van een ongesorteerde conventie. Wetgeving werd nooit voorgelegd aan de keizerlijke Centurie Vergadering, en de enige belangrijke wetgevende macht die deze vergadering onder de republiek had gehad, het recht om oorlog te verklaren, was nu exclusief in handen van de keizer. Alle rechterlijke bevoegdheden die in handen waren geweest van de republikeinse Centuriatische Vergadering werden overgedragen aan onafhankelijke juryrechtbanken, en onder keizer Tiberius werden al haar vroegere verkiezingsbevoegdheden overgedragen aan de senaat. Nadat zij al deze bevoegdheden had verloren, had zij geen enkele resterende autoriteit meer. Haar enige overgebleven functie was, nadat de senaat de magistraten had 'gekozen', het horen van de renuntiatio, De renuntiatio had geen wettelijk doel, maar was in plaats daarvan een ceremonie waarin de resultaten van de verkiezing aan de kiezers werden voorgelezen. Hierdoor kon de keizer beweren dat de magistraten door een soeverein volk waren "gekozen".
In het vroege keizerrijk bleef de stammenindeling van burgers en vrijgelatenen bestaan, maar het enige politieke doel van de stammenindeling was dat ze de senaat beter in staat stelde een lijst van burgers bij te houden. Stammenindeling vereenvoudigde ook het proces waarmee graan werd verdeeld. Uiteindelijk behoorden de meeste vrijgelatenen tot een van de vier stedelijke stammen, terwijl de meeste vrijgelatenen tot een van de eenendertig landelijke stammen behoorden. Onder keizer Tiberius werden de electorale bevoegdheden van de Stammenvergadering overgedragen aan de senaat. Elk jaar, nadat de senaat de jaarlijkse magistraten had gekozen, hoorde de Stamvergadering ook de renuntiatio. Alle wetgeving die de keizer ter bekrachtiging aan de vergaderingen voorlegde, werd voorgelegd aan de Stamvergadering. De vergadering bekrachtigde keizerlijke decreten, te beginnen bij keizer Augustus, en doorlopend tot keizer Domitianus. De bekrachtiging van de wetgeving door de vergadering had echter geen juridische betekenis, omdat de keizer elk decreet tot wet kon verheffen, zelfs zonder de instemming van de assemblees. Onder het keizerrijk werd de hoogste uitvoerende macht dus opnieuw de belangrijkste wetgever, een macht die hij sinds de dagen van de vroege republiek niet meer had uitgeoefend. De Plebejische Raad overleefde ook de val van de republiek, en ook deze verloor zijn wetgevende, rechterlijke en electorale bevoegdheden aan de senaat. Op grond van zijn tribunicische bevoegdheden had de keizer absolute controle over de raad.

## Verder lezen
- Ihne, Wilhelm. Onderzoeken naar de geschiedenis van de Romeinse grondwet'. William Pickering. 1853.
- Johnston, Harold Whetstone. Orations and Letters of Cicero: With Historical Introduction, An Outline of the Roman Constitution, Notes, Vocabulary and Index. Scott, Foresman and Company. 1891.
- Mommsen, Theodor. Roman Constitutional Law'. 1871-1888
- Tighe, Ambrose. The Development of the Roman Constitution'. D. Apple & Co. 1886.
- Von Fritz, Kurt. The Theory of the Mixed Constitution in Antiquity. Columbia University Press, New York. 1975.
- The Histories door Polybius
- Cambridge Ancient History, Volumes 9-13.
- A. Cameron, The Later Roman Empire, (Fontana Press, 1993).
- M. Crawford, The Roman Republic, (Fontana Press, 1978).
- E. S. Gruen, The Last Generation of the Roman Republic (U California Press, 1974).
- F. Millar, The Emperor in the Roman World, (Duckworth, 1977, 1992).
- A. Lintott, The Constitution of the Roman Republic (Oxford University Press, 1999)

### Primaire bronnen
- Cicero's De Re Publica, Boek Twee
- Rome at the End of the Punic Wars: An Analysis of the Roman Government; door Polybius.

### Secundair bronnenmateriaal
- Beschouwingen over de oorzaken van de grootheid van de Romeinen en hun verval, door Montesquieu
- De Romeinse Grondwet tot de tijd van Cicero
- Wat een terroristisch incident in het oude Rome ons kan leren
- Een uitgebreide collectie van digitale boeken en artikelen over Romeins recht en Romeinse geschiedenis, in verschillende talen. Door professor Luiz Gustavo Kaercher